# عبد الله بلهوشات
الجنرال عبد الله بلهوشات ولد خلال سنة 1924، ضابط في الجيش الجزائري تولى منصب جنرال في الجيش الجزائري ورئيس أركان الجيش الجزائري في فترة الرئيس الشاذلي بن جديد.
ولد بمشته مادور خلال 1924 من عائلة متواضعة زاول دراسته بمداور وش وعند بلوغه سن التجنيد دخل ثكنة التدريب الفرنسية في فترة الاستعمار الفرنسي للجزائر، تدرب على الأسلحة المختلفة خلال التجنيد الإجباري وقد شارك في حرب الهند الصينية مع الكثير من الجزائريين خلال الحروب التي كانت تقوم بها فرنسا. وبعد عودته إلى الجزائر كان يتابع باهتمام ما يحدث بالبلاد وقرر الالتحاق بالثورة التحريرية وبدأ في مجموعات من الثوار من جميع أنحاء الوطن وذلك في سرية تامة. وأصبح عبد الله معروف لدى المجاهدين في المنطقة الشرقية ولقد عين قائدا لمهاراته وذكائه المشهود له. قام بالعديد من العمليات. كان متفانيا في عمله ويسهر الليالي من اجل تحقيق النصر ولقد تدرب على يده العديد من المجاهدين. وكان المستعمر يتتبع خطواته ولقد نصب له العديد من الكمائن وكان ينجو منها دائما.
لقد تقلد العديد من المناصب بعد الاستقلال وهي كالتالي
قائد للقطاع العسكري في قسنطينة –المدية- البليدة. ثم عين مفتش عام للجيش الوطني الشعبي بوزارة الدفاع الوطني وبعدها عين لواء. جنرال ماجورالى غاية تقاعده بتاريخ 10 اكتوبر1988.
توفي 16 سبتمبر 2003 بالبليدة.
وفي 18 فيفري 2009 سميت ثانوية مداوروش الأولى باسمه في اليوم الوطني للشهيد.

## إشارات مرجعية
1. ↑  مرسوم رئاسي يتضمن تعيين اللواء عبد الله بلهوشات مستشار في الشؤون العسكرية برئاسة الجمهورية - الجريدة الرسمية الجزائرية السنة 1988 العدد 47 ص 1563 نسخة PDF نسخة محفوظة 27 سبتمبر 2018 على موقع واي باك مشين.
2. ↑  مرسوم رئاسي يتضمن إنهاء مهام مستشار في الشؤون العسكرية برئاسة الجمهورية اللواء عبد الله بلهوشات  - الجريدة الرسمية الجزائرية السنة 1989 العدد 29 ص 780 نسخة PDF نسخة محفوظة 27 سبتمبر 2018 على موقع واي باك مشين.
3. ↑  مرسوم رئاسي يتضمن تعيين  اللواء عبد الله بلهوشات رئيسا لأركان الجيش - الجريدة الرسمية الجزائرية السنة 1986 العدد 48 ص 1951 نسخة PDF نسخة محفوظة 27 سبتمبر 2018 على موقع واي باك مشين.
4. ↑  مرسوم رئاسي يتضمن إنهاء مهام اللواء عبد الله بلهوشات رئيس أركان الجيش - الجريدة الرسمية الجزائرية السنة 1988 العدد 47 ص 1563 نسخة PDF نسخة محفوظة 27 سبتمبر 2018 على موقع واي باك مشين.